# El after del after
El after del after es el quinto álbum de estudio del rapero YSY A. Se lanzó el 11 de noviembre de 2023 y fue distribuido por ONErpm. Fue el primer proyecto centrado en un género alternativo al trap latino (EDM) por parte de Alejo Acosta.

## Contexto
Los sencillos del álbum fueron grabados y filmados en Europa, mientras Acosta continuaba la gira del álbum Ysysmo. El after del after fue lanzado con el previo anuncio del concierto que Acosta brindaría en el Estadio Tomás Adolfo Ducó en diciembre de ese mismo año, por lo que su presentación oficial sería en ese mismo estadio. Antes de presentar el disco anunció un gira nacional que daría inicio a finales de 2023 y 2024, esta abarcó Argentina, Uruguay México, El Salvador, Guatemala, Colombia y Chile.

## Lanzamiento y contenido
El 8 de noviembre de 2023, Acosta encabezó la pre-escucha del disco en el Estadio Luna Park con localidades agotadas. El álbum fue publicado el 11 de noviembre de 2023, el álbum se centró en el género de música electrónica, sin dejar de lado las raíces de trap latino que Acosta ofreció a lo largo de su carrera. Fue el primer disco que lanzó priorizando un género que no sea el trap, y además, el rapero remarco la necesidad de innovar como lo demostró en este proyecto. El álbum consto de 11 sencillos y colaboraciones con Quevedo, Duki, Jere Klein, Lara91k y Xina Mora. El after del after consiguió más de 168 millones de reproducciones en Spotify.

## Posicionamiento en listas
| Lista (2023)        | Mejor posición | Ref.   |
| ------------------- | -------------- | ------ |
| España (PROMUSICAE) | 37             | [ 13 ] |

## Lista de canciones
Tracklist de El after del after
Todas las letras escritas por Alejo Nahuel Acosta Migliarini.
| N.º   | Título                             | Música            | Duración |  |
| 1.    | «Toda la vida»                     | ONIRIA            | 3:02     |  |
| 2.    | «LUGARES QUE LLEGO (con Quevedo) » | ONIRIA            | 3:45     |  |
| 3.    | «+ QUE LA DROGA»                   | ONIRIA            | 2:57     |  |
| 4.    | «NO DA MÁS (con Duki) »            | ONIRIA, Yesan     | 2:48     |  |
| 5.    | «COPENHAGUE»                       | ONIRIA            | 2:33     |  |
| 6.    | «24/7 6.5 (con Jere Klein) »       | ONIRIA            | 2:17     |  |
| 7.    | «NUNCA ENTENDEMO»                  | ONIRIA            | 3:01     |  |
| 8.    | «NO NEGOCIO CON MI ALMA»           | ONIRIA            | 2:40     |  |
| 9.    | «LOCO X TU CUERPO (con Lara91k) »  | ONIRIA            | 3:17     |  |
| 10.   | «ASESINO (con Xina Mora) »         | ONIRIA, Cieloazul | 3:07     |  |
| 11.   | «GANAS»                            | ONIRIA            | 3:59     |  |
| 33:32 |                                    |                   |          |  |